# Каєй (Пуерто-Рико)
Каєй (ісп. Cayey, МФА: [kaˈʝei]) — муніципалітет Пуерто-Рико, острівної території у складі США. Заснований 17 серпня 1773 року.

## Географія
Площа суходолу муніципалітету складає 131 км² (25-е місце за цим показником серед 78 муніципалітетів Пуерто-Рико).

## Демографія
Станом на 2010 рік на території муніципалітету мешкало 48 119 ос.
Динаміка чисельності населення:

## Населені пункти
Найбільші населені пункти муніципалітету Каєй:
| Населений пункт | Статус | Населення :   | Населення :   | Населення :   |
| Населений пункт | Статус | на 01.04.1990 | на 01.04.2000 | на 01.04.2010 |
| --------------- | ------ | ------------- | ------------- | ------------- |
| Каєй            | Місто  | 23 332        | 19 940        | 16 680        |
| Г. Л. Гарсія    | Селище | 1 703         | 1 798         | 1 751         |